# Селитряное (озеро, Забайкальский край)
Селитряное, также Доро́нинское — самое крупное содовое озеро Восточной Сибири, расположенное в 150 км к юго-западу от Читы, в седловине между хребтом Черского и Яблоновым хребтом на территории Улётовского района Забайкальского края России, в бассейне реки Ингода. Является памятником природы.
Форма овальная, вытянутая с севера на юг. Площадь водной поверхности изменяется от 3,7 до 4,8 км², по ГВР равна 4,5 км². Высота над уровнем моря — 780,4 м. Наибольшая глубина — 6,5 метра. Озеро бессточное, его повышенная солёность определяется процессами эвапоритизации. Минерализация воды очень высокая — от 35000 мг/дм³ на поверхности до 60000 мг/дм³ и выше у дна. Донный ил имеет мощность до 7,5 м. Соли, содержащиеся в Доронинском озере, представлены такими соединениями как карбонат и бикарбонат натрия, хлористый натрий, углекислый кальций, сернокислый натрий и хлористый калий. С запада в озеро впадает двумя рукавами пересыхающая речка.
До 1905 года озеро называлось Селитряное. Промышленная разработка соды интенсивно производилась с начала XX века до 1952 года. Согласно гидрохимическим исследованиям установлено, что запасы гуджира позволяют добывать не менее 15000 тонн в год. Тем не менее, всякая разработка на озере в настоящее время запрещена, поскольку озеро является памятником природы.